# Daily Mail
Daily Mail är en konservativ brittisk tidning som utges i tabloidformat och som utgavs för första gången år 1896. Tidningen är Storbritanniens näst mest populära dagstidning efter The Sun och torde vara den mest konservativt inriktade tidningen. Daily Mail var den första brittiska dagstidning som inriktade sig på den så kallade mellanmarknaden, som vänder sig till läsare som både vill ha seriös nyhetsbevakning och mer lättsamt material, och var även den första tidningen där som lyckades sälja en miljon tidningar på en dag.[källa behövs]
Daily Mails systertidning Mail on Sunday, som utkommer på söndagar, började ges ut 1982. 
Irish Daily Mail, en irländsk version av tidningen, har givits ut sedan den 6 februari 2006.
2016 blockerade tidningen vissa svenska Internetanvändare för att läsa vissa av tidningens artiklar. Ett felmeddelande visades istället. I februari 2017 beslutade engelskspråkiga Wikipedias skribenter att Daily Mail är en generellt opålitlig källa, och skribenter rekommenderades att inte använda den som källa för artiklar där.
Daily Mail äger också This is Money, som är en webbplats för finansnyheter.